# Шуляк чорний

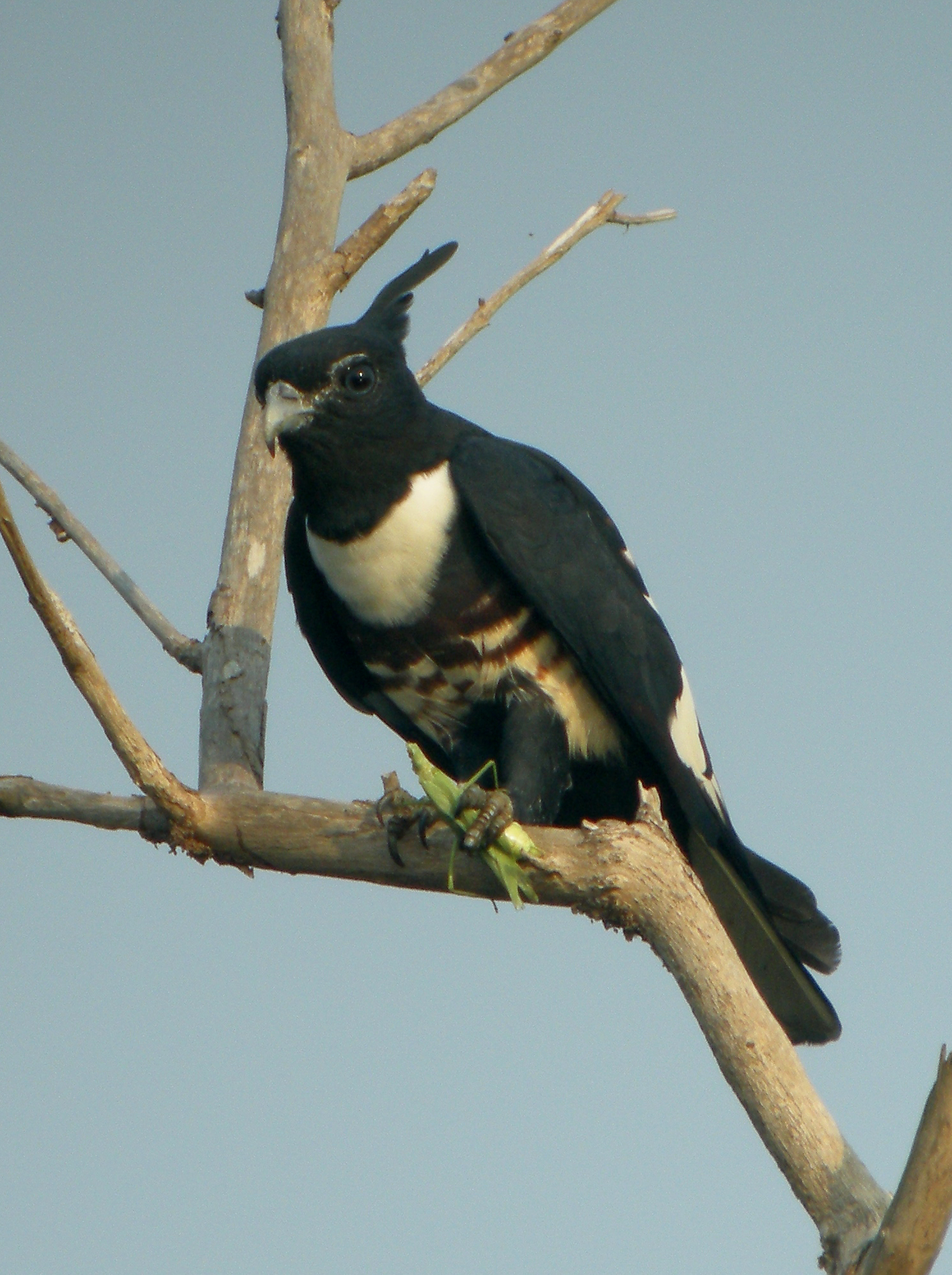
Чорний шуляк

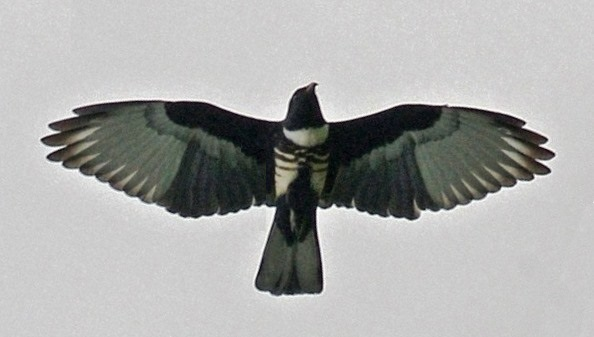
Чорний шуляк в польоті

Нижня сторона чорного шуляка

Шуля́к чорний (Aviceda leuphotes) — вид яструбоподібних птахів родини яструбових (Accipitridae). Мешкає в Південній і Південно-Східній Азії.

## Опис
Чорний шуляк — невеликий хижий птах. Його довжина становить 28-35 см, розмах крил 64-80 см, вага 168-224 г.
Забарвлення переважно чорне. На тімені помітний чуб, який може ставати дибки. Пера на плечах і нижній частині спини та першорядні нижні покривні пера крил мають білу центральну частину і бордові краї, на другорядних покривних перах є вузькі темно-бордові або білувато-бордові плями. Горло чорне, на верхній частині грудей велика біла пляма, решта нижньої частини тіла охриста або світло-рудувато-охриста, поцяткована широкими рудувато-коричневими поперечними смугами, іноді з білими краями. Центральна частина живота і пера на лапах білі. Нижня сторона першорядних махових пер біла з чорнуватими кінчиками, другорядних махових пер сіра, нижніх покривних пер крил чорна, стернових пер сіра зі сріблястими кінчиками.
Дзьоб темно-сірий, невеликий, дуже вигнутий, у його верхній частині є по два гострих виступа з обох сторін, а на нижній по 3-4, ближче до кінчика. Райдужки пурпурові або червонувато-карі. У самців другорядні покривні пера білі, у самиць нижня частина тіла більш смугаста, однак загалом статевий диморфізм слабо виражений. У представників підвиду A. l. andamanica смуги на нижній частині тіла відсутні.

## Підвиди
Виділяють три підвиди:
- A. l. syama (Hodgson, 1837) — гніздяться від Центральних Гімалаїв до Південного Китая, зимують в Індокитаї, на Малайському півострові і Суматрі;
- A. l. leuphotes (Dumont, 1820) — південний захід Індії, південь М'янми і захід Таїланду;
- A. l. andamanica Abdulali & Grubh, 1970[6] — Андаманські острови.

## Поширення і екологія
Чорні шуляки гніздяться в Індії, Непалі, Бутані, Бангладеш, Китаї, М'янмі, Таїланді, Лаосі, В'єтнамі і Камбоджі. З жовтня по грудень гімалайські і, частково, китайські популяції мігрують на південь, досягаючи Малайзії, Індонезії і Шрі-Ланки. Вони повертаються на північ у лютому-березні. Чорні шуляки живуть в сухих і вологих тропічних лісах, на узліссях і галявинах, в бамбукових і вторинних заростях, поблизу річок, на висоті до 1500 м над рівнем моря, переважно на висоті до 1200 м над рівнем моря. На міграції вони зустрічаються невеликими зграйками,  трапляються в мангрових лісах і садах, іноді приєднуються до змішаних зграй птахів.
Чорні шуляки ведуть переважно присмерковий спосіб життя. Вони живляться великими комахами, такими як коники, жуки, паличники і метелики, їх личинками. а також ящірками, деревними жабками, кажанами, іншими дрібними ссавцями і птахами, наприклад, жовточеревими саїмангами. 
Сезон розмноження триває з лютого по липень. В Індії і М'янмі гніздування починається і березні, у Північно-Східній Індії в квітні. Пара птахів будує з гілок відносно невелике гніздо діаметром 25-40 см і висотою 10-20 см, яке встелюється травою, волокнами і зеленим листям. Воно розміщується на дерхівці дерева, на висоті 20 м над землею. В кладці 2-3 яйця, інкубаційний період триває 26-27 днів. Насиджують і доглядають за пташенятами і самиці, і самці. Пташенята покидають гніздо через 29 днів після вилуплення. На північному сході Індії 50% раціону пташенят складали личинки комах. 

## Збереження
МСОП класифікує цей вид як такий, що не потребує особливих заходів зі збереження, За оцінками дослідників, популяція чорних шуляків становить від 10 до 50 тисяч птахів.